# Leimert Park (métro de Los Angeles)
Cet article concerne une station de la ligne K du métro de Los Angeles. Pour le quartier de Los Angeles, voir Leimert Park.
Leimert Park est une station du métro de Los Angeles qui est desservie par les rames de la ligne K et située dans le quartier Leimart Park à Los Angeles en Californie.
Station du métro de Los Angeles, Leimert Park est  située sur une section de la ligne K.

## Histoire
La station, dont la mise en service était initialment prévue en 2019, lors de l'ouverture de la ligne K et des six autres nouvelles stations,, a finalement lieu en octobre 2022.

## Services aux voyageurs

### Desserte
Leimert Park est desservie par les rames de la ligne K du métro.

### Intermodalité
Elle dessert le quartier de Leimert Park.